# 2006 OC22
2006 OC22, também escrito como 2006 OC22, é um objeto transnetuniano que está localizado no Cinturão de Kuiper, uma região do Sistema Solar. Este corpo celeste é classificado como um cubewano. Ele possui uma magnitude absoluta de 6,6 e tem um diâmetro estimado com 211 km.

## Descoberta
2006 OC22 foi descoberto no dia 19 de julho  de 2006 pelos astrônomos  P. A. Wiegert e A. Papadimos.

## Órbita
A órbita de 2006 OC22 tem uma excentricidade de 0,065 e possui um semieixo maior de 45,283 UA. O seu periélio leva o mesmo a uma distância de 42,333 UA em relação ao Sol e seu afélio a 48,232 UA.